# Kevin Young (Leichtathlet)

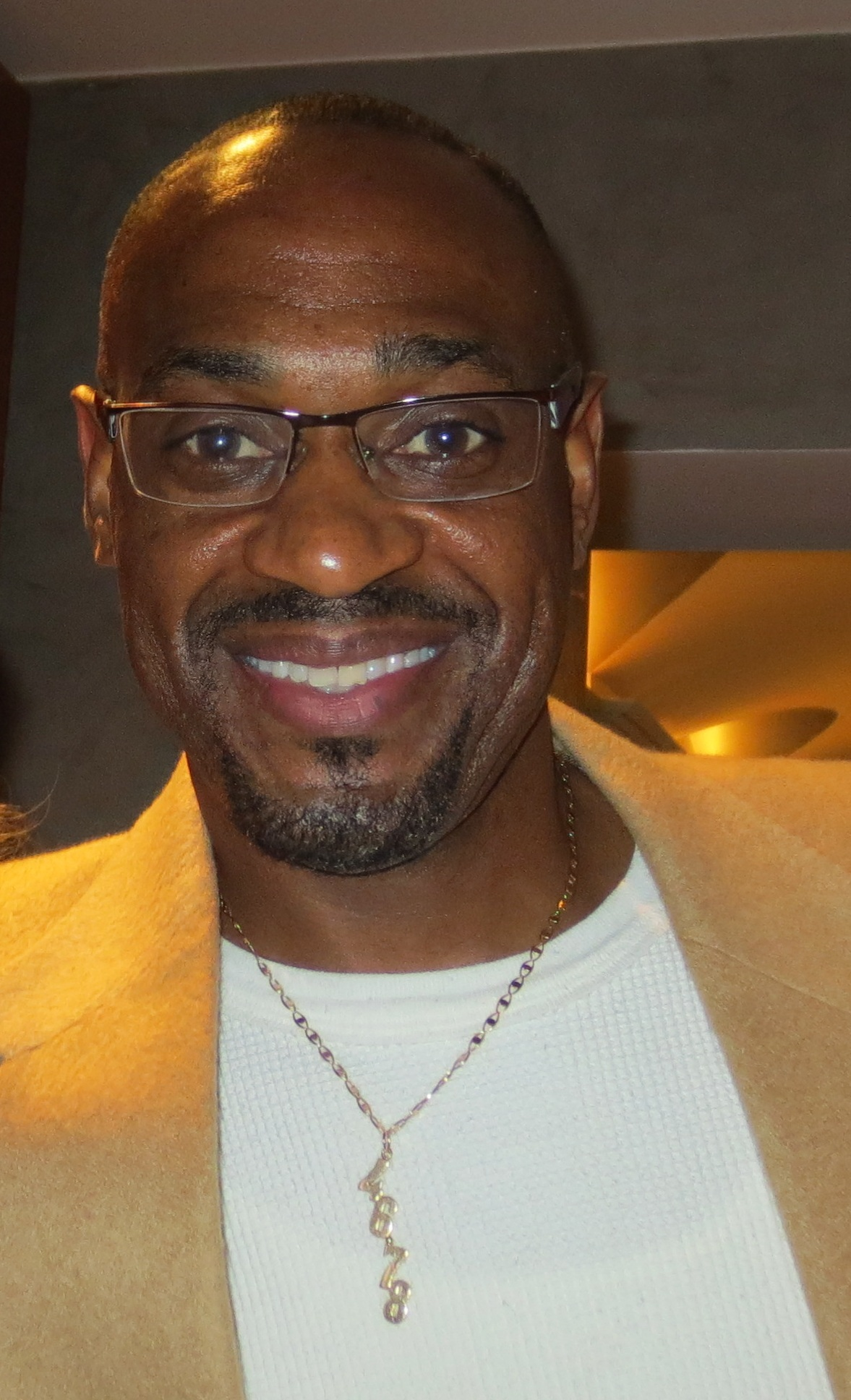
Kevin Young (2012)

Kevin Young (* 16. September 1966 in Los Angeles, Kalifornien) ist ein ehemaliger US-amerikanischer Leichtathlet.
Kevin Young hatte sein internationales Debüt als 400-Meter-Hürdenläufer bei den Panamerikanischen Spielen 1987 und wurde damals Zweiter. 1988 qualifizierte er sich für die Olympischen Spiele in Seoul und wurde hier Vierter hinter seinem großen Vorbild Edwin Moses, der in diesem Rennen seinen letzten großen Auftritt hatte. Bei den Weltmeisterschaften 1991 wurde er wiederum Vierter. Darauf folgten die beiden besten Jahren seiner Karriere: 1992 wurde er bei den Olympischen Spielen in Barcelona Olympiasieger in der Weltrekordzeit von 46,78 s. Die IAAF ehrte ihn am Ende der Saison 1992 als Welt-Leichtathlet des Jahres. 1993 wurde Young nach 25 siegreichen Rennen erstmals, zwei Wochen vor den Weltmeisterschaften, von Samuel Matete aus Sambia bezwungen. Er konnte den starken Afrikaner bei den Weltmeisterschaften in Stuttgart dennoch bezwingen und wurde in 47,18 s Weltmeister. Die Form der Jahre 1992 und 1993 konnte er allerdings später nie wieder erreichen.
Bis 2018 war Young der einzige 400-Meter-Hürdenläufer, der die Grenze von 47 Sekunden unterboten hatte. Sein Weltrekord von 46,78 s hatte sogar fast 29 Jahre Bestand. Erst am 1. Juli 2021 wurde er von Karsten Warholm mit 46,70 s um 8 Hundertstelsekunden unterboten.
Bei einer Größe von 1,93 m betrug Youngs Wettkampfgewicht 82 kg.